# Microsoft Lumia
Microsoft Lumia (предишно име Nokia Lumia) е серия от смартфони, произвеждани от Microsoft Mobile и Nokia. Представена през ноември 2011 г., линията телефони е резултат от дългосрочно партньорство между Microsoft и Nokia. Смартфоните работят под управлението на Windows Phone и Windows 10 Mobile (Lumia 2520 използва Windows RT). Името Lumia произлиза от финландската дума „lumi“, която означава сняг.
На 3 септември 2013 г. Microsoft анонсира, че ще купи мобилния бизнес на Nokia, като сделката приключва на 25 април 2014 г. Първите Microsoft брандирани устройства излизат на пазара в края на 2014 г. През октомври 2015 г. Microsoft анонсира първите Windows 10 Mobile устройства – Microsoft Lumia 550, 950 и 950 XL.
Към 2016 г. продадените бройки надхвърлят 110 милиона устройства.

## История

### Сътрудничество между Nokia и Microsoft
В началото на 2011 година Стефън Елоп и главния изпълнителен директор на Microsoft Стив Балмър анонсираха голямо сътрудничество между двете компании, според което Nokia ще използва Windows Phone като основна операционна система в нейните смартфони, заменяйки Symbian и MeeGo, и интегриране на търсачката Bing в устройствата на Nokia.
На 26 октомври 2011 г. на конференцията Nokia World, Nokia анонсира своите първи Windows Phone устройства – Nokia Lumia 710 и Nokia Lumia 800. В началото на 2012 Nokia пуска Lumia 900, която е висок клас.
През април 2012 г. Nokia пуска на пазара Lumia 610, която е с по-слаб хардуер и занижени системни изисквания на операционната система.
През септември 2012 г. Nokia пуска първите два смартфона от второ поколение с Windows Phone 8 – Lumia 820 и 920. И двата смартфона поддържат NFC и безжично зареждане, Lumia 820 има слот за карта памет, а Nokia Lumia 920 има Pure View камера. Nokia Lumia 920 се оказва успешен модел за компанията.
На MWC 2013, Nokia представи още две Windows Phone 8 устройствса, Nokia Lumia 720 от среден клас и бюджетната Nokia Lumia 520, която става най-продавания Windows Phone смартфон. По-късно през 2013 г. Nokia пуска Lumia 925, която е подобрената версия на 920, и 41-мегапикселовата Lumia 1020, която използва технологията на снимане на Nokia 808 PureView. През октомври 2013 г. Nokia разширява серията, като пуска в продажба 10 инчовият таблет Lumia 2520, който работи под управлението на операционната система Windows RT.

### Придобиването на мобилното подразделение на Nokia от Microsoft
На 3 септември 2013 г. Microsoft анонсира, че ще купи мобилното подразделение на Nokia (включително правата на серията Lumia и нискобюджетните Asha модели) за 7 милиарда долара. Името Nokia ще се използва само за производството на базови телефони и ще се използва от Microsoft в период от 10 години.

### След придобиването от Microsoft
Microsoft пускат 2 модела под бранда Nokia (830 и 730/735) през септември 2014 г. Първият смартфон под бранда на Microsoft е Lumia 535, който е анонсиран през ноември 2014 г. и пуснат на пазара през декември. В началото на 2015 Microsoft разширяват предлаганите смартфони от ниския и среден ценови клас с моделите Lumia 435, 532, 430, 540, 640 и 640 XL. Първите смартфони с WIndows 10 Mobile са анонсирани през октомври 2015 г. – това са нискобюджетният Lumia 550 и флагманите Lumia 950 и 950 XL.
Последният модел от серията е анонсираният на 15 февруари 2016 г. Microsoft Lumia 650.

## Наименование на моделите
Първото число показва класа на устройството (4XX ~ 9XX), с изключение на моделите от второ поколение, които са фаблети и таблети, които използват две числа за класа (моделите 1320, 1520, 2520). Второто число показва поколението на телефонът. Третото число показва вариация или подобрение (например Lumia 925 е подобреният модел на 920).
Със излизането на Microsoft Lumia 640 XL и Microsoft Lumia 950 XL, Microsoft спира употребата на класовете 13xx и 15xx в полза на наствката XL, за да се улеснят потребителите и да се избегне объркването в класовете (например Lumia 920 е по-висок клас от 1320).

## Модели

### Nokia-брандирани смартфони
| Име                | Премиерна дата    | Серия | Поколение | Операционна система | Варианти                                                    |
| ------------------ | ----------------- | ----- | --------- | ------------------- | ----------------------------------------------------------- |
| Nokia Lumia 800    | ноември 2011 г.   | 800   | 1         | Windows Phone 7.5   | 800C с CDMA2000 за China Telecom                            |
| Nokia Lumia 710    | януари 2012 г.    | 700   | 1         | Windows Phone 7.5   |                                                             |
| Nokia Lumia 900    | април 2012 г.     | 900   | 1         | Windows Phone 7.5   |                                                             |
| Nokia Lumia 610    | април 2012 г.     | 600   | 1         | Windows Phone 7.5   | 610C с CDMA2000 за China Telecom                            |
| Nokia Lumia 510    | септември 2012 г. | 500   | 1         | Windows Phone 7.5   |                                                             |
| Nokia Lumia 820    | ноември 2012 г.   | 800   | 2         | Windows Phone 8     |                                                             |
| Nokia Lumia 920    | ноември 2012 г.   | 900   | 2         | Windows Phone 8     | 928 за Verizon с ксенонова светкавица, 920T за China Mobile |
| Nokia Lumia 505    | декември 2012 г.  | 500   | 1         | Windows Phone 7.8   |                                                             |
| Nokia Lumia 620    | януари 2013 г.    | 600   | 2         | Windows Phone 8     |                                                             |
| Nokia Lumia 520    | януари 2013 г.    | 500   | 2         | Windows Phone 8     | 520T с TD-SCDMA за China Mobile                             |
| Nokia Lumia 720    | януари 2013 г.    | 700   | 2         | Windows Phone 8     | 720T с TD-SCDMA за China Mobile                             |
| Nokia Lumia 925    | юни 2013 г.       | 900   | 2         | Windows Phone 8     | 925T с TD-SCDMA за China Mobile                             |
| Nokia Lumia 1020   | юли 2013 г.       | 1000  | 2         | Windows Phone 8     |                                                             |
| Nokia Lumia 625    | август 2013 г.    | 600   | 2         | Windows Phone 8     |                                                             |
| Nokia Lumia 1320   | октомври 2013 г.  | 1000  | 2         | Windows Phone 8     |                                                             |
| Nokia Lumia 1520   | октомври 2013 г.  | 1000  | 2         | Windows Phone 8     |                                                             |
| Nokia Lumia 2520   | октомври 2013 г.  | 2000  | 2         | Windows RT          |                                                             |
| Nokia Lumia 525    | декември 2013 г.  | 500   | 2         | Windows Phone 8     |                                                             |
| Nokia Lumia Icon   | февруари 2014 г.  | 900   | 3         | Windows Phone 8.1   |                                                             |
| Nokia Lumia 930    | април 2014 г.     | 900   | 3         | Windows Phone 8.1   |                                                             |
| Nokia Lumia 630    | април 2014 г.     | 600   | 3         | Windows Phone 8.1   | 635 с 4G LTE, 636 и 638 със 1GB RAM                         |
| Nokia Lumia 530    | юли 2014 г.       | 500   | 3         | Windows Phone 8.1   |                                                             |
| Nokia Lumia 730 DS | септември 2014 г. | 700   | 3         | Windows Phone 8.1   |                                                             |
| Nokia Lumia 735    | септември 2014 г. | 700   | 3         | Windows Phone 8.1   |                                                             |
| Nokia Lumia 830    | септември 2014 г. | 800   | 3         | Windows Phone 8.1   |                                                             |

### Microsoft-брандирани смартфони
| Име                    | Премиерна дата   | Серия | Поколение | Оперрационна система | Варианти                     |
| ---------------------- | ---------------- | ----- | --------- | -------------------- | ---------------------------- |
| Microsoft Lumia 535    | ноември 2014 г.  | 500   | 3         | Windows Phone 8.1    | Dual SIM                     |
| Microsoft Lumia 435    | януари 2015 г.   | 400   | 3         | Windows Phone 8.1    | Dual SIM                     |
| Microsoft Lumia 532    | януари 2015 г.   | 500   | 3         | Windows Phone 8.1    | Dual SIM                     |
| Microsoft Lumia 640    | март 2015 г.     | 600   | 4         | Windows Phone 8.1    | LTE, Dual SIM, LTE Dual SIM. |
| Microsoft Lumia 640 XL | март 2015 г.     | 600   | 4         | Windows Phone 8.1    | LTE, Dual SIM, LTE Dual SIM. |
| Microsoft Lumia 430    | март 2015 г.     | 400   | 3         | Windows Phone 8.1    | Dual SIM                     |
| Microsoft Lumia 540    | април 2015 г.    | 500   | 4         | Windows Phone 8.1    | Dual SIM                     |
| Microsoft Lumia 950    | ноември 2015 г.  | 900   | 5         | Windows 10 Mobile    | Dual SIM                     |
| Microsoft Lumia 950 XL | ноември 2015 г.  | 900   | 5         | Windows 10 Mobile    | Dual SIM                     |
| Microsoft Lumia 550    | декември 2015 г. | 500   | 5         | Windows 10 Mobile    |                              |
| Microsoft Lumia 650    | февруари 2016 г. | 600   | 5         | Windows 10 Mobile    |                              |

## Продажби
|          | Регион          | Q4 2011 | 2012 | 2013     | 2014 | 2015 | 2016 | Общо  |
| -------- | --------------- | ------- | ---- | -------- | ---- | ---- | ---- | ----- |
| Продажби | Северна Америка | 0.0     | 2.2  | над 2.3  | ?    | ?    | -    |       |
| Продажби | Останалия свят  | 1.0     | 11.1 | над 19.5 | ?    | ?    | -    |       |
| Продажби | Общо в света    | 1       | 13.3 | 30       | 35.2 | 27.3 | 3.5  | 110.3 |